# Il giustiziere di mezzogiorno
Pour plus de détails, voir Fiche technique et Distribution.
Il giustiziere di mezzogiorno est un film italien de Mario Amendola sorti en 1975. Le film est une parodie du film americain Un justicier dans la ville (Death Wish) de Michael Winner sorti en 1974.

## Synopsis
L'arpenteur Franco Gabbiani, victime d'injustices est abandonné par sa femme et sa fille. Il décide de se venger des policiers, politiciens et intimidateurs malhonnêtes.

## Fiche technique
- Titre : Il giustiziere di mezzogiorno
- Réalisation : Mario Amendola
- Sujet : Bruno Corbucci, Mario Amendola
- Scénario : Bruno Corbucci, Mario Amendola
- Producteur : Leo Pescarolo
- Photographie : Fausto Zuccoli
- Montage : Daniele Alabiso
- Musique : Ubaldo Continiello
- Scénographie :	Luciano Calosso
- Pays de production : Italie
- Genre : Comédie
- Année : 1975
- Durée:	100 minutes

## Distribution
- Franco Franchi : Franco Gabbiani
- Aldo Puglisi : Fernando
- Gigi Ballista : directeur Filiberto Rossetti
- Raf Luca : ingénieur Balloria
- Maria Antonietta Beluzzi : mademoiselle Barzuacchi
- Ombretta De Carlo : Agata, épouse de Franco
- Mario Pisu : chef de polizia municipale
- Elisa Mainardi
- Franco Diogene : l'agent de Police municipale
- Jimmy il Fenomeno